# Перокрили молци
Pterophoridae са семейство молци от разред Lepidoptera с необичайно модифицирани крила. Въпреки че принадлежат към Apoditrysia като по-големите молци и пеперуди, за разлика от тях те са малки и преди са били включени в групата, наречена microlepidoptera.
Фосилни видове от съществуващия род Merrifieldia са известни от олигоцена на Франция.

## Описание
Дребни по размер. С тесни и дълги крила, със силно врязан външен ръб, „перести“.

## Таксономия
Малката група молци в род Agdistopis често се третира като подсемейство Macropiratinae в рамките на Pterophoridae, но последните изследвания показват, че тази група трябва да се счита за отделно семейство.
Семейството е разделено на следните подсемейства, племена и родове, някои видове също са изброени:
Подсемейство Agdistinae
- Род Agdistis Hübner, 1825
  - Agdistis bouyeri
  - Agdistis linnaei

Подсемейство Ochyroticinae
- Род Ochyrotica
  - Ochyrotica bjoernstadti

Подсемейство Deuterocopinae Gielis, 1993
- Род Deuterocopus
- Род Heptaloba
- Род Hexadactilia
- Род Leptodeuterocopus

Подсемейство Pterophorinae Zeller, 1841
- Триб Tetraschalini
  - Род Tetraschalis
  - Род Titanoptilus
  - Род Walsinghamiella
- Триб Platyptiliini
  - Род Amblyptilia Hübner, 1825
    - Amblyptilia acanthadactyla

  - Род Anstenoptilia
  - Род Asiaephorus
  - Род Bigotilia
  - Род Bipunctiphorus
  - Род Buszkoiana
  - Род Cnaemidophorus Wallengren, 1862
    - Cnaemidophorus rhododactyla

  - Род Crocydoscelus
  - Род Fletcherella
  - Род Gillmeria Tutt, 1905
    - Gillmeria ochrodactyla

  - Род Inferuncus
  - Род Koremaguia
  - Род Lantanophaga Zimmermann, 1958
    - Lantanophaga pusillidactyla

  - Род Leesi
  - Род Lioptilodes
  - Род Melanoptilia
  - Род Michaelophorus
  - Род Nippoptilia
  - Род Paraamblyptilia
  - Род Paraplatyptilia
  - Род Platyptilia Hübner, 1825Platyptilia celidotus
(Pterophorinae: Platyptiliini)Platyptilia falcatalis
(Pterophorinae: Platyptiliini)
    - Platyptilia aarviki
    - Platyptilia carduidactyla – artichoke plume moth
    - Platyptilia celidotus
    - Platyptilia eberti
    - Platyptilia falcatalis
    - Platyptilia gonodactyla
    - Platyptilia nussi

  - Род Platyptiliodes
  - Род Postplatyptilia
  - Род Quadriptilia
  - Род Sinpunctiptilia
    - Sinpunctiptilia emissalis

  - Род Sochchora
  - Род Sphenarches
  - Род Stenoptilia Hübner, 1825
    - Stenoptilia bipunctidactyla
    - Stenoptilia kiitulo
    - Stenoptilia pterodactyla
    - Stenoptilia zophodactylus

  - Род Stenoptilodes Zimmermann, 1958
    - Stenoptilodes antirrhina – snapdragon plume moth

  - Род Stockophorus
  - Род Uroloba
  - Род Vietteilus
  - Род Xyroptila
- Триб Marasmarchini
  - Род Arcoptilia
  - Род Exelastis
  - Род Fuscoptilia
  - Род Marasmarcha
  - Род Parafuscoptilia
- Триб Oxyptilini
  - Род Apoxyptilus Alipanah et al., 2010
  - Род Buckleria Tutt, 1905
    - Buckleria vanderwolfi

  - Род Capperia
  - Род CrombrugghiaStenodacma wahlbergi (Pterophorinae: Oxyptilini)
  - Род Dejongia
  - Род Eucapperia
    - Eucapperia continentalis

  - Род Geina
  - Род Intercapperia
  - Род Megalorhipida Amsel, 1935
    - Megalorrhipida leucodactyla

  - Род Oxyptilus
  - Род Paracapperia
  - Род Prichotilus Rose and Pooni, 2003
  - Род Procapperia
  - Род Pseudoxyptilus Alipanah et al., 2010
  - Род Stangeia Tutt, 1905
    - Stangeia xerodesStangeia xerodes
(Pterophorinae: Oxyptilini)

  - Род Stenodacma
  - Род Tomotilus
  - Род Trichoptilus
- Триб Oidaematophorini
  - Род Adaina
  - Род Crassuncus
  - Род Emmelina Tutt, 1905
    - Emmelina monodactyla

  - Род Gypsochares
  - Род Hellinsia Tutt, 1905
    - Hellinsia balanotes
    - Hellinsia emmelinoida

  - Род Helpaphorus
  - Род Karachia
  - Род Oidaematophorus Wallengren, 1862
    - Oidaematophorus beneficus

  - Род Picardia
  - Род Pselnophorus Wallengren, 1881
    - Pselnophorus meruensis

  - Род Puerphorus
  - Род Setosipennula
- Триб Pterophorini
  - Род Calyciphora
  - Род Cosmoclostis
    - Cosmoclostis aglaodesma
    - Cosmoclostis hemiadelpha
    - Cosmoclostis pesseuta

  - Род Diacrotricha
  - Род Imbophorus
    - Imbophorus aptalis
    - Imbophorus leucophasmus
    - Imbophorus pallidus

  - Род Merrifieldia
  - Род Oirata
  - Род Patagonophorus
  - Род Porrittia
  - Род Pterophorus
    - Pterophorus pentadactyla – white plume moth

  - Род Septuaginta
  - Род Singularia
  - Род Tabulaephorus
  - Род Wheeleria Tutt, 1905
    - Wheeleria spilodactylus